# Orzeł cesarski
Orzeł cesarski (Aquila heliaca) – gatunek dużego ptaka drapieżnego z rodziny jastrzębiowatych (Accipitridae). Zamieszkuje Eurazję; część populacji zimuje w północno-wschodniej i wschodniej Afryce. Jest narażony na wyginięcie.

## Systematyka
Gatunek ten po raz pierwszy zgodnie z zasadami nazewnictwa binominalnego opisał w 1809 roku francuski zoolog Marie Jules César Savigny. Autor nadał mu nazwę Aquila heliaca, która obowiązuje do tej pory, a jako miejsce typowe wskazał Górny Egipt.
Jest to gatunek monotypowy. Dawniej do tego gatunku zaliczano też orły, których izolowane populacje występują na Półwyspie Iberyjskim i w Maroku, obecnie wydzielane w osobny gatunek – orła iberyjskiego (Aquila adalberti). Populacje ze wschodu zasięgu wydzielano niekiedy do podgatunku ricketti, ale nie jest on obecnie uznawany.

## Występowanie
Zamieszkuje szeroki pas stepów strefy umiarkowanej od środkowej i południowo-wschodniej Europy (liczniej na Ukrainie), Bliski Wschód po Azję Środkową i jezioro Bajkał, prawdopodobnie także północną Mongolię i północno-wschodnie Chiny. Wędrówki nie są dalekie. Zimuje w północno-wschodniej i wschodniej Afryce, oraz od Bliskiego Wschodu przez Azję Południową i Południowo-Wschodnią po Chiny, Tajwan, Koreę i południową Japonię.
Do Polski zalatuje rzadko przeważnie w kwietniu i maju, a rzadziej jesienią, pomimo że gniazduje u naszych południowych sąsiadów (do końca 2021 roku odnotowano łącznie 115 stwierdzeń, w trakcie których obserwowano 119 osobników; miały one miejsce głównie na południu kraju). W Europie Środkowej pary lęgowe występują (stan w 2015 roku): w Austrii (6–11 par), Czechach (1–2 pary), na Węgrzech (125–160 par) i Słowacji (35–40 par).
Zapis kopalny potwierdza jego istnienie już w plejstocenie. Skamieniałości orła cesarskiego odkryto w osadach ze środkowego plejstocenu w Austrii i Azerbejdżanie oraz w osadach z późnego plejstocenu w Austrii, Szwajcarii, na Węgrzech, w Rumunii i Gruzji. W Polsce jego skamieniałości odkryto w Jaskini na Biśniku.

## Charakterystyka

### Cechy gatunku
Zdecydowane ubarwienie odróżnia go od innych orłów, choć obserwator musi zobaczyć zestaw charakterystycznych cech w upierzeniu. Podobny do nieco większego orła przedniego, ale ma szersze i duże skrzydła i krótszy ogon. Samice znacznie większe od samców, jednak między płciami nie ma różnic w ubarwieniu. Wierzch ciała ciemnobrunatny, podobnie skrzydła i tułów, spód nieco jaśniejszy. Na potylicy i karku płowa, żółta plama, białe nieregularne plamy na barkach. Ogon szary i wąski, na jego końcu szeroki ciemny pas. Dziób ciemny, szpony żółte. Podobnie jak inne orły (a w odróżnieniu od bielików łowiących swe ofiary również w wodzie), jego skok jest opierzony aż po palce. U młodych brak białych plam na barkach, a całe upierzone są w kolorze ochry (jasnobrązowym). Poza tym na piersi i brzuchu widać kreskowanie z jasnym klinem na lotkach I rzędu, u nasady ogona widnieje kremowa plama. Każde pierzenie zwiększa ilość piór ciemnych, a po 3–4 latach są już ubarwione jak ptaki dorosłe. Gdy szybuje, długie skrzydła trzyma poziomo wyprostowane lub lekko wyciąga i unosi lotki ku przodowi, natomiast w locie ślizgowym są one lekko uniesione. W czasie szybowania ma często złożony ogon.

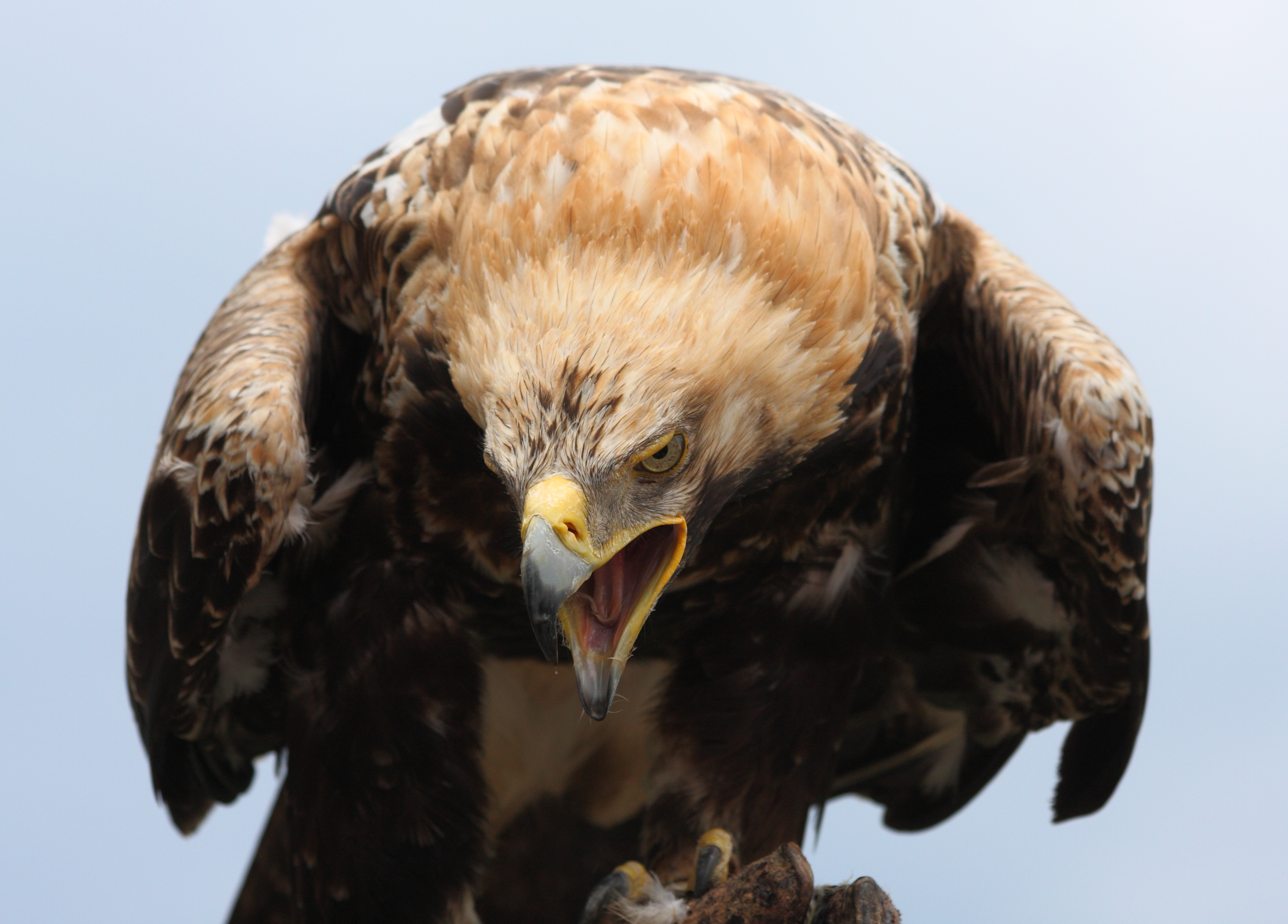
Charakterystyczny kark orła cesarskiego

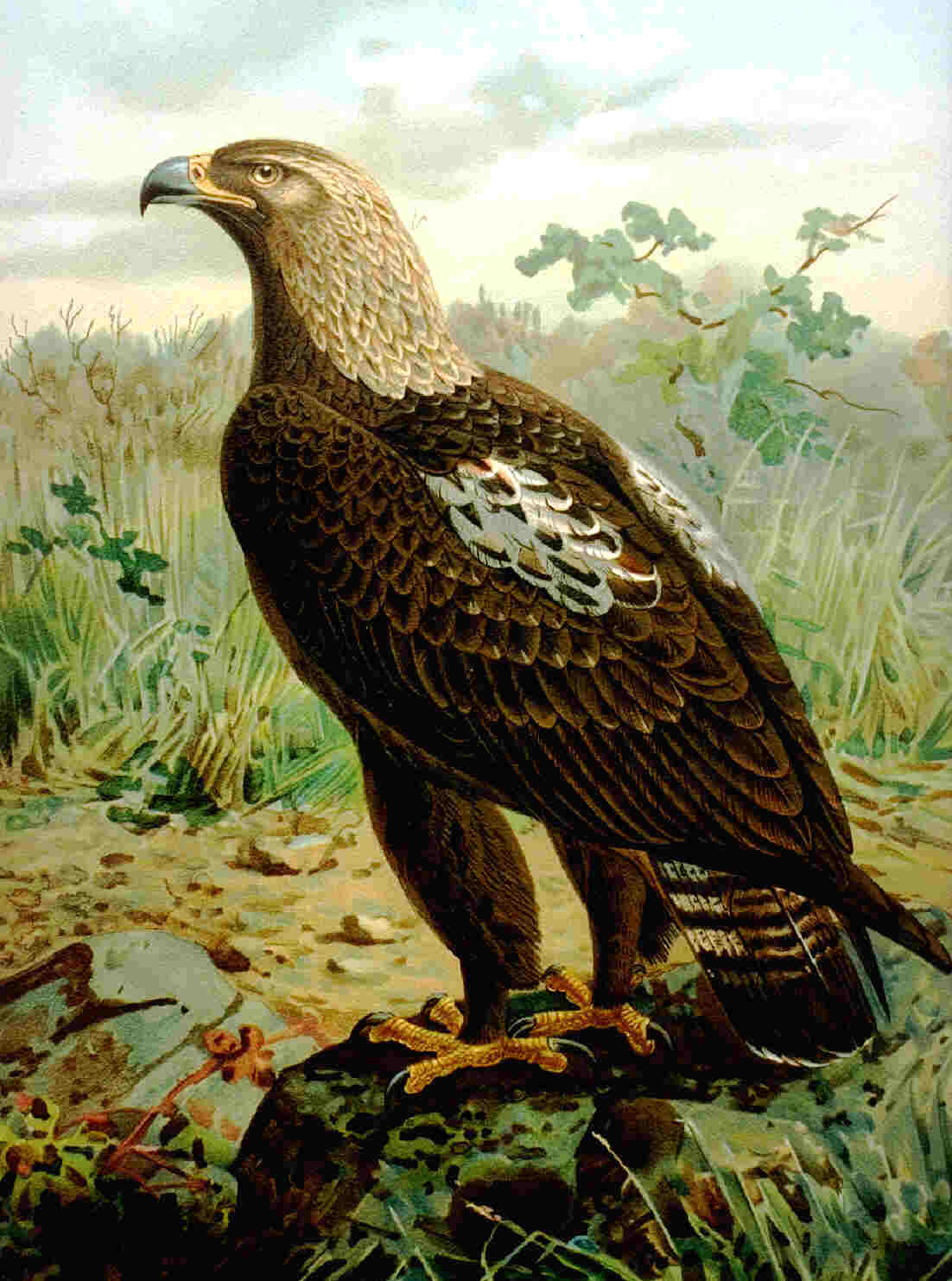
Orzeł cesarski (ilustracja)

### Wymiary średnie
długość ciałaok. 72–84 cm
rozpiętość skrzydeł180–215 cm
masa ciałasamce 2450–2720 g, samice 3160–4530 g

## Biotop
To gatunek południowy. Jego środowiskiem jest step, lasostep, półpustynie z zaroślami saksaułu, tereny otwarte graniczące ze starymi drzewostanami – żeruje na polach uprawnych i stepach. Spotkać go można głównie na wyżynach. Orły mogą lęgnąć się zarówno w lasach łęgowych, grądowych, jak i w górskich lasach świerkowych. Nie występuje wysoko w górach, ani gęstych lasach.

## Okres lęgowy

### Gniazdo
Gniazdo ulokowane na dużym, samotnym drzewie, najczęściej na jego szczycie, może być widoczne z dużej odległości. Gniazda znajdują się na różnej wysokości nad poziomem morza. Czasami mogą być umieszczone na słupie energetycznym bądź na klifie. Tworzą platformę z korzeni i patyków.

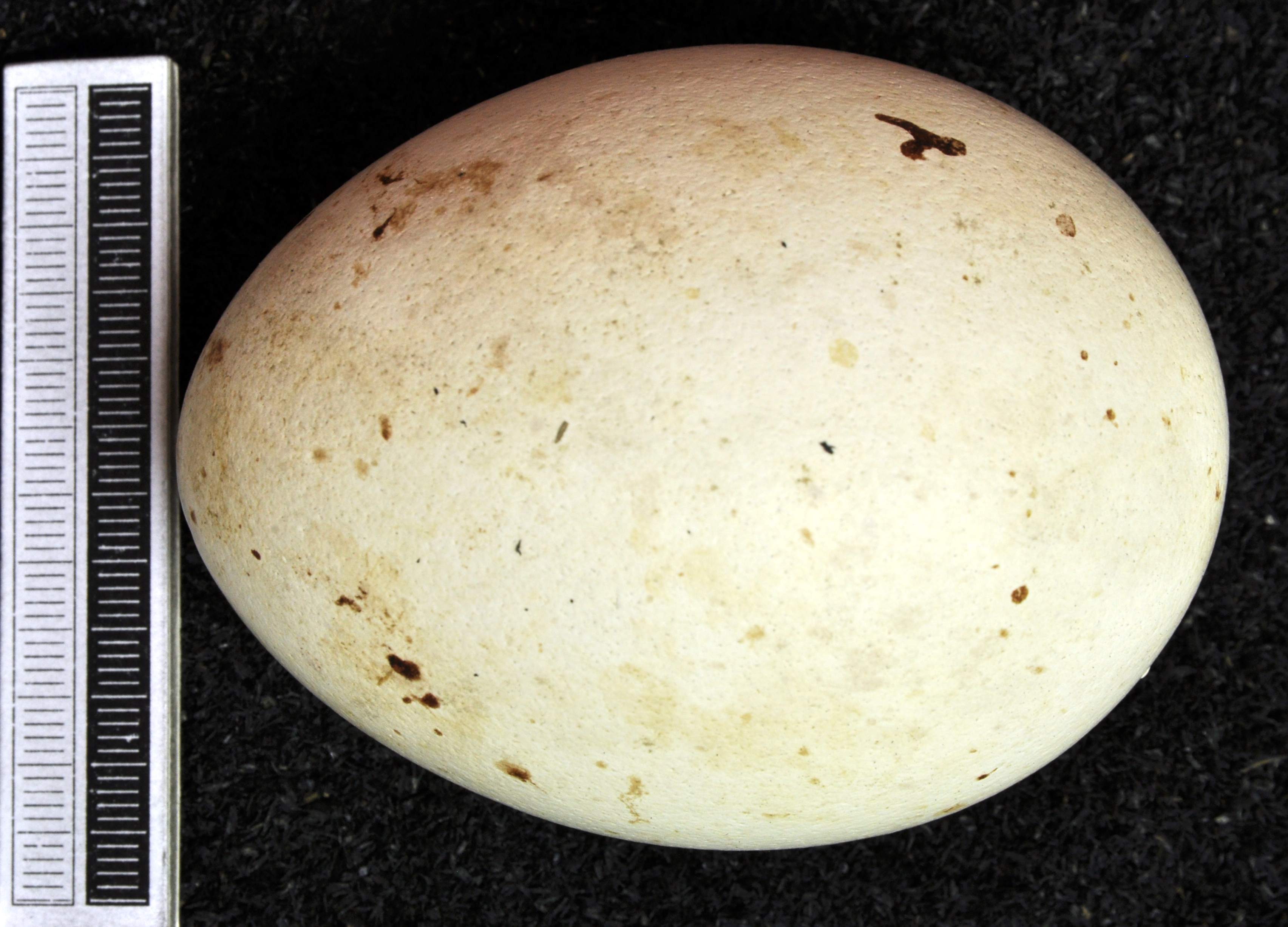
Jajo z kolekcji muzealnej

### Jaja
W ciągu roku wyprowadza jeden lęg, składając zwykle w kwietniu 1 do 3 białych jaj nakrapianych na brązowo.

### Wysiadywanie i opieka nad młodymi
Jaja wysiadywane są przez okres około 42–45 dni. Gdy dorosłe ptaki je opuszczają, przykrywają jaja, a gdy są młode, to kładą na nie gałązki, co ma chronić je przed drapieżnikami. Młode wykluwają się w odstępach kilkudniowych. Te słabsze i młodsze często jest zjadane przez starsze pisklę lub ginie z głodu. Pisklęta opuszczają gniazdo po ponad 2 miesiącach – po 60–70 dniach są samodzielne.

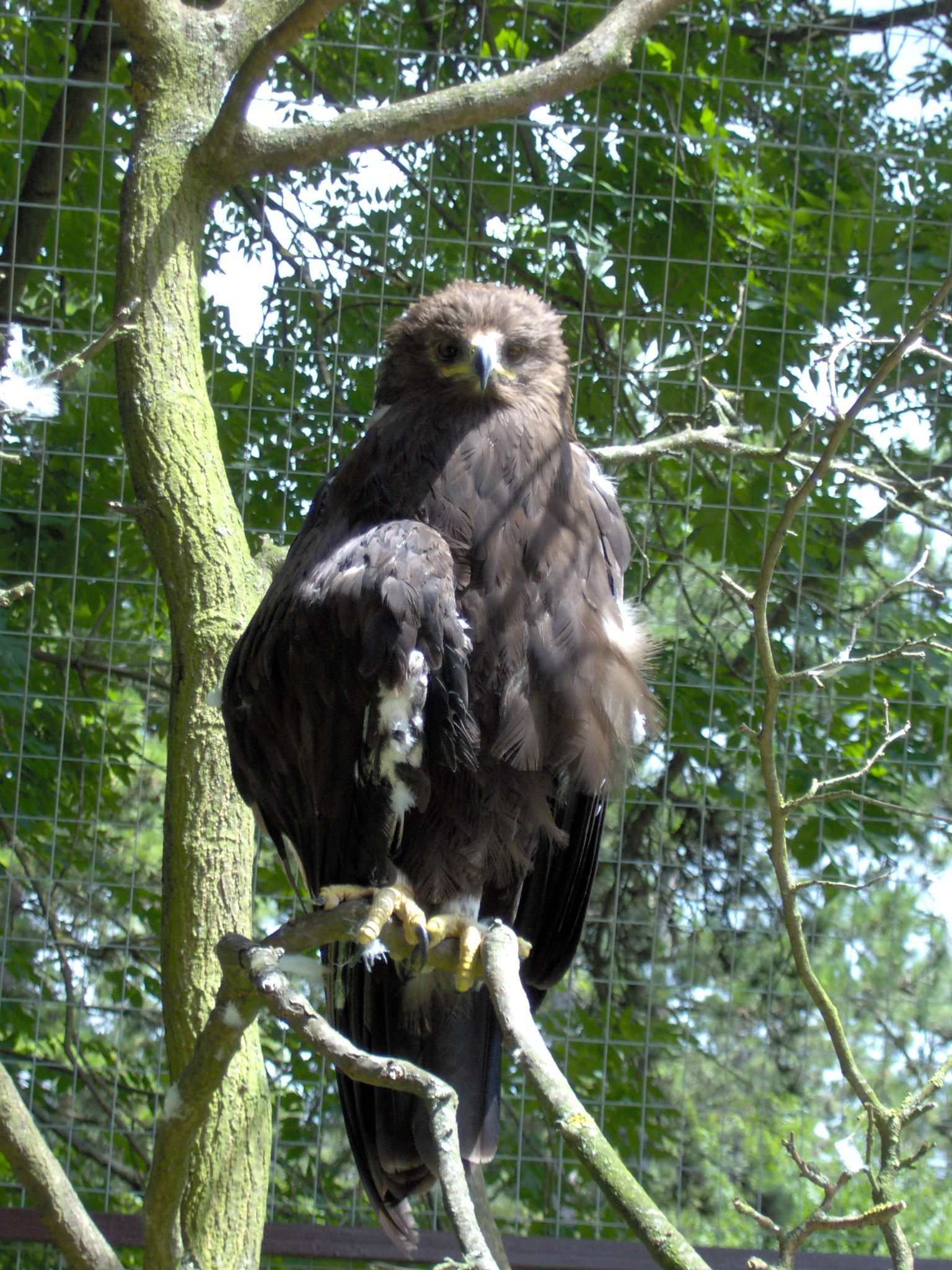
Orzeł cesarski w niewoli

## Pożywienie
Małe i średniej wielkości ssaki, padlina, nawet gdy jest już mocno rozłożona, a również gady, duże owady i ptaki oraz ich pisklęta, które lęgną się na ziemi.
Poluje na otwartych przestrzeniach, preferując niziny. Ofiar wypatruje w czasie swojego krążącego lotu patrolowego lub też chodząc po ziemi. Łapie zwierzynę o rozmiarach właściwych dla swoich rozmiarów, np. gryzonie (susły i chomiki), dzikie króliki, zające, ptaki krukowate.

## Status i ochrona
Międzynarodowa Unia Ochrony Przyrody (IUCN) uznaje orła cesarskiego za gatunek narażony (VU – Vulnerable) nieprzerwanie od 1994 roku. Liczebność światowej populacji szacuje się na około 2500–9999 dorosłych osobników. Globalny trend liczebności populacji uznawany jest za spadkowy, choć liczebność populacji europejskiej rośnie.
W Polsce objęty ochroną gatunkową ścisłą. Chroniony również w innych krajach, gdzie występuje. W Europie jest zagrożony wyginięciem, jego zasięg skurczył się. Jest pewną prawidłowością fakt, że wraz ze wzrostem działalności człowieka i jego wpływu na środowisko zmniejszała się liczebność populacji orłów. Na wielu obszarach orły wyginęły, na innych przenosiły się z nizin na bardziej niedostępne tereny górskie, gdzie niewielkie populacje przetrwały do dziś. W ostatnich dziesięcioleciach XX wieku rozpoczęto wdrażanie bardziej wzmożonej ochrony orłów, czego skutkiem jest wzrost ich liczby i wracanie na pierwotne obszary lęgowe. Najbardziej szkodzi mu niszczenie naturalnych siedlisk, obniżenie liczebności populacji małych ssaków oraz prześladowania ze strony człowieka.
Orzeł cesarski należy do tej grupy orłów, od których wziął się podziw człowieka dla jego majestatycznego wyglądu i przez to umieszczanie tych ptaków na samej górze ptasiej hierarchii.